# FTSE 100
FTSE 100 je berzni indeks na londonskoj berzi vrednosnih papira LSE. Osim indeksa FTSE 100 postoje još i drugi FTSE indeksi, poput FTSE 250 ili FTSE 350. Jedan je od glavnih svetskih indeksa za praćenje cena vrednosnih papira i uopšte situacije na berzama, a uveden je 3. januara 1984. godine. Održava ga i kreira britanska kompanija za financijske usluge FTSE grupa, a objedinjava 100 najvrednijih kompanija čijim se deonicama trguje na LSE.

## Istorija
Kao prethodnik ovog indeksa može se smatrati indeks FT 30, koji je uveden 1935. godine, a danas u više ne postoji. FTSE 100 indeks uveden je 1984. godine, a početna mu je vrednost iznosila 1.000 bodova. Svoj vrhunac dostiže 30. decembra 1999. godine, kada mu se vrednost diže na 6960,5 bodova. Tokom nedavne globalne privredne krize, u razdoblju do 2007. do 2010. godine, znatno je oslabio te se kretao oko 3.500 bodova. Vrednost krajem septembra 2011. godine iznosila je oko 5.000 bodova.

## Održavanja indeksa
Indeks održava FTSE Group, britanska kompanija za financijske usluge u vlasništvu medijske kuće Financial Times (FT) i Londonske berze (LSE), pa otuda dolazi i ime; slova F i T spojena su sa slovima S i E, dok broj 100 označava da se radi o deonicama stotine kompanija, mada taj broj može neznatno odstupati. Na primer, moguće je da neke kompanije izdaju na kotaciju po dve klase deonica. Kompanije koje čine indeks određuju se kvartalno.
Cene se izračunavaju putem ponderirane aritmetičke sredine, tako da veća preduzeća imaju veći uticaj na konačnu vrednost. Podaci o vrednosti indeksa osvežavaju se svakih 15 sekundi. Indeksi poput FTSE 250 ili FTSE 350 prošireni su podaci indeksa FTSE 100, a obuhvataju 250 i 350 najvrednijih kompanija. Međutim, kompanije koje se nalaze u sastavu FTSE 100 indeksa obuhvataju preko 80 posto ukupnog trgovanja na berzi.